# XXXTentacion
 (octobre 2023).
La mise en forme du texte ne suit pas les recommandations de Wikipédia : il faut le « wikifier ».
Les points d'amélioration suivants sont les cas les plus fréquents. Le détail des points à revoir est peut-être précisé sur la page de discussion.
- Les titres sont pré-formatés par le logiciel. Ils ne sont ni en capitales, ni en gras.
- Le texte ne doit pas être écrit en capitales (les noms de famille non plus), ni en gras, ni en italique, ni en « petit »…
- Le gras n'est utilisé que pour surligner le titre de l'article dans l'introduction, une seule fois.
- L'italique est rarement utilisé : mots en langue étrangère, titres d'œuvres, noms de bateaux, etc.
- Les citations ne sont pas en italique mais en corps de texte normal. Elles sont entourées par des guillemets français : « et ».
- Les listes à puces sont à éviter, des paragraphes rédigés étant largement préférés. Les tableaux sont à réserver à la présentation de données structurées (résultats, etc.).
- Les appels de note de bas de page (petits chiffres en exposant, introduits par l'outil «  Source ») sont à placer entre la fin de phrase et le point final[comme ça].
- Les liens internes (vers d'autres articles de Wikipédia) sont à choisir avec parcimonie. Créez des liens vers des articles approfondissant le sujet. Les termes génériques sans rapport avec le sujet sont à éviter, ainsi que les répétitions de liens vers un même terme.
- Les liens externes sont à placer uniquement dans une section « Liens externes », à la fin de l'article. Ces liens sont à choisir avec parcimonie suivant les règles définies. Si un lien sert de source à l'article, son insertion dans le texte est à faire par les notes de bas de page.
- La présentation des références doit suivre les conventions bibliographiques. Il est recommandé d'utiliser les modèles {{Ouvrage}}, {{Chapitre}}, {{Article}}, {{Lien web}} et/ou {{Bibliographie}}. Le mode d'édition visuel peut mettre en forme automatiquement les références.
- Insérer une infobox (cadre d'informations à droite) n'est pas obligatoire pour parachever la mise en page.

Pour une aide détaillée, merci de consulter Aide:Wikification.
Si vous pensez que ces points ont été résolus, vous pouvez retirer ce bandeau et améliorer la mise en forme d'un autre article.
XXXTentacion, de son vrai nom Jahseh Dwayne Ricardo Onfroy (né le 23 janvier 1998 à Plantation, en Floride, et assassiné le 18 juin 2018 à Deerfield Beach, dans le même État), est un rappeur, auteur-compositeur-interprète et vidéaste américain. Il est une figure populaire du rap SoundCloud des années 2010.
Il commence sa carrière en 2013 sur la plateforme de distribution audio SoundCloud. En 2014, il forme avec Ski Mask The Slump God le groupe collectif Members Only.
C'est en 2017, alors qu'il est incarcéré, qu'il connaît un important succès avec le titre Look at Me, et devient rapidement une figure populaire du SoundCloud rap. Il publie dans la foulée son premier album studio, intitulé 17, qui se vend à 300 000 exemplaires, et se classe au deuxième rang du Billboard 200. Plusieurs de ses chansons connaissent un succès, notamment Jocelyn Flores et Everybody Dies in Their Nightmares. Des critiques mitigées jugent sombres ses récits personnels et son style musical. Son deuxième album studio, intitulé ?, sort l’année suivante et se classe à la première place du Billboard 200 la semaine de sa sortie, avec ses singles Moonlight, Sad! et changes, qui sont parmi les 20 meilleurs du Billboard Hot 100. L’album est certifié platine par la Recording Industry Association of America (RIAA). Les morceaux Jocelyn Flores et Sad! enregistrent le plus grand nombre de ventes de la carrière de l’artiste. Les albums Skins et Bad Vibes Forever sortent après sa mort. Dans la semaine qui a suivi son meurtre, le single Sad! figure en tête du Hot 100 à titre posthume dans un rôle principal depuis The Notorious B.I.G., avec Mo Money Mo Problems en 1997.
XXXTentacion est tué par Michael Boatwright à l'âge de 20 ans lors d’une fusillade, les assaillants présumés ont été arrêtés par la police dans la ville de Pompano Beach et inculpés du meurtre. XXXTentacion laisse derrière lui ce que le magazine Rolling Stone appelle une énorme empreinte musicale, en raison de son impact sur ses jeunes fans et de sa popularité au cours de sa carrière.

## Biographie

### Enfance et adolescence
Jahseh Dwayne Ricardo Onfroy, né le 23 janvier 1998 à Plantation, dans l'État de Floride. Il est issu d’une famille d’ascendances jamaïcaine, égyptienne, syrienne, indienne, allemande et italienne. Il est l'unique enfant de l'union de Cleopatra Eretha Dreena Bernard et de Dwayne Ricardo Onfroy. Sa mère, qui a 17 ans lors de sa naissance, l’élève seule. À l'âge de six ans, Jahseh Onfroy tente de poignarder un homme attaquant sa mère. Par la suite, en raison de la situation financière de sa mère, il est principalement élevé par sa grand-mère Collette Jones, à Pompano Beach et Lauderhill.
Onfroy est né avec une communication interventriculaire, communément appelée « trou dans le cœur ». En raison de son état, il n'a jamais dépassé la taille de 1,68 m (5'6")[réf. nécessaire].
Durant son adolescence, il passe une année dans un centre de détention juvénile où il rencontre le futur rappeur Ski Mask The Slump God, avec qui il se liera d'amitié et collaborera professionnellement. Il est expulsé de son collège pour avoir battu un camarade de classe, et se voit forcé par sa mère de quitter le domicile familial. Durant toute sa vie l'artiste connaitra des problèmes de dépression traité dans ses œuvres.

### Débuts
L'intérêt de Jahseh Onfroy pour la musique commence après que sa tante l'a persuadé de commencer à aller à la chorale de l'école et plus tard à la chorale de son église. Mais il est rapidement expulsé de la chorale de l'école après avoir attaqué un autre élève. Il commence à écouter du nu metal, du hard rock et du rap pendant son séjour chez Sheridan House, ce qui le conduit à apprendre le piano et la guitare. À ses débuts musicaux, en 2014, il travaille comme opérateur de téléphonie.
En juin 2013, il publie sa première chanson, intitulée News/Flock, sur la plateforme de distribution audio SoundCloud. Fortement inspiré par la musique punk rock et metal, il réalise plusieurs EP entre 2014 et 2017. Il lance sa chaîne YouTube, XXXTENTACION, le 23 juin 2015. Le 11 janvier 2024, sa chaîne comptabilise 10 746 216 533 vues pour un total de 135 vidéos.
Au début de l'année 2017, alors qu'il est en prison, il connaît un succès avec sa chanson Look at Me, sortie le 31 décembre 2015 sur SoundCloud. La chanson fait l’objet d’une controverse en septembre 2017. La presse se montre critique, jugeant qu'il projette un message de suicide à un jeune public de fans. La vidéo du clip présente à la fois Look at Me et Riot montrant un enfant blanc suspendu sur scène ainsi que diverses autres représentations du meurtre et de la mort,. Le titre se classe à la 34e place du Billboard Hot 100 et fait passer XXXTentacion du statut de rappeur émergent à celui de star de la scène rap. En mars 2017, il signe sur le label Empire Distribution.

### RevengeetMembers Only Vol. 3
Après sa sortie de prison en mars 2017, XXXTentacion propose ses premiers projets commerciaux. Il réalise son premier projet le 16 mai 2017 avec une mixtape de huit pistes intitulée Revenge, sorti le 18 mai 2017 et contenant sa chanson à succès Look at Me. Il est ensuite nommé par les fans dans la XXL Freshman Class 2017 avant d'entamer une tournée internationale[réf. nécessaire].
Le 26 juin 2017 sort Members Only, Vol. 3 (en), le troisième volume d'une série de mixtapes en collaboration avec son collectif du même nom, Members Only, dont les deux premiers opus étaient sortis en 2015 sans grand succès.

### 17et?
Le 23 août 2017 (deux jours avant la sortie de l'album 17), le rappeur publie un court extrait de vidéo (le clip Riot) de 3,5 secondes sur son compte Instagram. Il est aperçu pendu à un arbre, ce qui lui attire des critiques et donne lieu à des rumeurs selon lesquelles l'artiste s’est suicidé, Cependant, beaucoup font remarquer que la vidéo est un coup de pub pour attirer plus d'attention sur son prochain album. Plus tard dans la journée, il poste un autre clip vidéo sur son compte Instagram, ne montrant plus la scène de la pendaison, tout en précisant que le clip était un teasing pour un prochain clip vidéo. Il offre par la suite une explication de la situation et s'excuse publiquement sur son compte Instagram.
Le 25 août 2017, il sort son premier album, intitulé 17. Il comporte trois singles Revenge, Jocelyn Flores et Fuck Love. Le 12 septembre 2017, il sort son premier clip vidéo, qui mêle les titres Look At Me! et RIOT. En octobre 2017, son album 17 se vend à plus de 300 000 exemplaires. L'album a polarisé les critiques mais s'est bien comporté commercialement, se classant au deuxième rang du Billboard 200 se distinguant dans de nombreux pays européens. Le magazine Rolling Stone a rapporté que 17 a frappé aux classements américains sans autre marque de disque que sa propre empreinte, aucune pièce radiophonique et une interdiction totale de la presse. En août 2018, deux mois après l'assassinat de XXXTentacion en Floride, l'album est certifié disque de platine aux États-Unis. L’album a remporté le prix de l’album Favorite Soul / R&B au festival américain. Les paroles de l'album 17 sont fondées sur des thèmes déprimants tels que le suicide, l’échec des relations et l’infidélité. Il se concentre également sur les événements de la vie personnelle de l'artiste et implique beaucoup de dialogue interne.
Jocelyn Flores s'agit du deuxième single de son premier album 17. Il a été envoyé à la radio rythmique le 31 octobre 2017 en tant que deuxième single de l'album. La chanson est dédiée à Jocelyn Amparo Flores, une jeune adolescente de 16 ans qui a pris des vacances en Floride pour rencontrer XXXTentacion et qui s’est suicidée par la suite. Jocelyn Flores est entré au numéro 31 du Billboard Hot 100. La chanson est également entrée au numéro 14 sur le graphique britannique R&B, et au numéro 2 sur le graphique indépendant britannique. Les membres de la famille de Jocelyn Flores ont eu des points de vue divergents sur l’utilisation de son nom comme titre de la chanson : certains se sont sentis touchés et honorés alors que d'autres n’ont pas apprécié le fait que l'artiste n'ait pas demandé la permission d'utiliser son nom et qu'il refuse de répondre à leurs messages.
Fuck Love met en vedette le rappeur américain Trippie Redd et est extraite de son premier album 17. La chanson est sortie en tant que troisième single de l'album le 23 janvier 2018. Elle a été produite par Nick Mira, Taz Taylor et Dex Duncan. Fuck Love est entré au numéro 41 sur le Billboard Hot 100. Le 29 mars 2019, la chanson est devenue la chanson la plus diffusée à ce jour de la plateforme de streaming SoundCloud avec « 206 millions » de flux.
Le 21 septembre 2017, Noah Cyrus publie son single intitulé Again, mettant en vedette la voix de XXXTentacion, qui n'apparaît pas dans le clip vidéo car incarcéré au moment du tournage. Le clip, publié le même jour que le single, a été filmé au cimetière de Waverley, au sommet des falaises de Bronte, dans la banlieue est de Sydney, en Australie ; il est visionné plus de 115 millions de fois (en mai 2021),. Après la sortie de A GHETTO CHRISTMAS CAROL et son placement en résidence surveillée le 23 décembre 2017, il annonce qu'il prépare trois nouveaux albums, dont il annonce les titres (Bad Vibes Forever, Skins et ?). Le 11 janvier 2018, alors en maison d'arrêt, XXXTentacion lance sa carrière de vidéaste sur la plateforme YouTube avec une vidéo nommée This video is probably going to be demonetized, courte vidéo gaming sur le jeu vidéo PlayerUnknown's Battlegrounds (PUBG). Quatre jours plus tard, il sort un premier vlog, My Heart and Yours Vlog 1, puis un deuxième, #THEHELPINGHANDCHALLENGE, le 22 janvier 2018. La vidéo incluait la donation par l'artiste, d'instruments de musique, de consoles de jeux vidéo et d'autres cadeaux à une famille d'accueil.
À la suite de la sortie de l'album 17, il déclare qu'il quittera l’industrie musical en raison de l’accueil négatif et des représailles. Mais il signe finalement un contrat d’album d'un montant de 6 millions de dollars avec le label Caroline Distribution. Dans le même temps, son apparence physique change : il colore ses cheveux en gris, porte une chaîne métallique autour du cou et se rase les sourcils. Cette métamorphose est semblable au physique de la mode heavy metal[réf. nécessaire].
Le 16 mars 2018, il sort son second album, ?, après avoir quelque temps auparavant dévoilé trois titres de celui-ci (Hope, Changes et Sad!). Cet album compte 18 titres et se voit classé à la première place des ventes au Billboard 200,. Hope est une chanson dédiée aux survivants de la fusillade de Parkland survenue le 14 février 2018. La chanson SAD! est la plus haute cartographie de XXXTentacion aux États-Unis, culminant au premier rang du Billboard Hot 100 après son décès le 18 juin 2018. Un clip vidéo de la chanson a été publié à titre posthume le 28 juin, via sa chaîne YouTube.
Le clip vidéo de la chanson Sad! est créée au lendemain de son service commémoratif au BB&T Center. La vidéo est écrite et mise en scène de manière créative par l'artiste lui-même, et réalisée par JMP. Dans le clip, Jahseh Onfroy assiste à ses propres funérailles, et le cadavre revient soudainement à la vie en sortant de son cercueil. Les deux hommes commencent à se battre à l'église et dans l'allée. Avant, pendant et après le combat, un visage sombre parle à XXXTentacion, posant diverses questions et plaidant pour une façon de penser centrée sur l’amour plutôt que sur la haine. À la fin de la vidéo, une phrase, « LONG LIVE PRINCE X », apparaît en blanc sur un fond noir. La vidéo a été visionnée plus de 145 millions de fois sur YouTube en mai 2021.
Moonlight figure parmi de nombreux classements mondiaux, y compris la 13e place du Billboard Hot 100, et obtient une certification platine après sa mort. Le clip vidéo de Moonlight est diffusé le 1er octobre 2018. La vidéo est écrite et réalisée par l'artiste lui-même et JMP. Elle montre Jahseh Onfroy et un groupe de personnes lors d'une soirée de jeunes et d'adolescents dans les bois après la tombée de la nuit avec l’éclairage de la pleine lune. Jahseh Onfroy est assis seul, écoutant de la musique avec un casque et observant la fête tout en marchant parmi la foule de gens vêtus de vêtements sombres. Il rigole en regardant les gens danser et échange des regards avec une mystérieuse fille aux cheveux bouclés qui est montrée à plusieurs reprises au cours de la vidéo (pour certains, en raison de son apparence, elle représenterait Genève Ayala, l'ex-petite amie de Jahseh Onfroy). À la fin du clip, une phrase, « ENERGY NEVER DIES HE IS AMONGST US LONG LIVE JAH », est présentée en blanc sur un fond noir. La vidéo a été visionnée plus de 761 millions de fois sur YouTube en mai 2021.

### Paternité
Au moment de sa mort, en juin 2018, sa petite amie avec qui il est en couple depuis janvier 2018, Jenesis Sanchez, est enceinte, et il est considéré comme le père de l'enfant,. Sept mois plus tard et trois jours après la date de naissance de son fils, le 26 janvier 2019, la mère du rappeur annonce que celui-ci est devenu père d'un garçon nommé Gekyume Onfroy. « Gekyume » est un mot créé par l'artiste qui signifie un état différent ou un autre univers de pensée.

### Albums posthumes
Le producteur de DJ EDM, Skrillex, publie le 25 octobre 2018, la chanson Arms Around You, une collaboration réalisée avec XXXTentacion, Lil Pump, Maluma et Swae Lee. En novembre 2018, est dévoilé le morceau BAD!, qui est le premier single de Skins, un album posthume annoncé pour le 7 décembre 2019. Le projet est composé de dix sons pour une durée de 19 minutes. Le projet contient un seul featuring, avec Kanye West.
Le 23 janvier 2019 sort le deuxième projet posthume de l'artiste, Members Only, Vol.4. La famille de XXXTentacion annonce la version Deluxe de son second album ? pour le 6 septembre 2019 avec une cinquantaine de titres,.
Bad Vibes Forever, sorti le 6 décembre 2019, est le dernier album studio de XXXTentacion et son deuxième album à titre posthume.

## Style artistique et influences
Son style vocal est décrit comme faisant passer une vulnérabilité émotionnelle sur des pistes déprimantes et comme étant une réplique de hurlements sur des pistes beaucoup plus agressives. Des critiques qualifient sa composition de bizarre et choquante, faisant souvent référence à la violence, au sexe et la drogue. Bien que sur certains projets d'album, tels que The Fall et 17, sa composition est plus émotive par rapport à ses travaux précédents, faisant souvent référence à la solitude, à la dépression, à l'isolement et à l'anxiété,.
Les influences musical de XXXTentacion incluent Kurt Cobain, qu'il cite comme sa plus grande inspiration, suivie de The Weeknd, Tupac Shakur, Cage the Elephant, The Fray, Papa Roach, Three Days Grace, Gorillaz et Coldplay.
Il est défini comme polyvalent et sa musique décrite comme ayant une esthétique « lo-fi », comme étant diversifiée et expérimentale, tirant l’influence du metal[réf. nécessaire]. Sa musique a aussi tendance à contenir des distorsions graves, à tel point que certains fans affirment qu’elle a inspiré de nombreux artistes émergents, tels que Lil Pump et Trippie Redd.

## Assassinat

### Déroulement

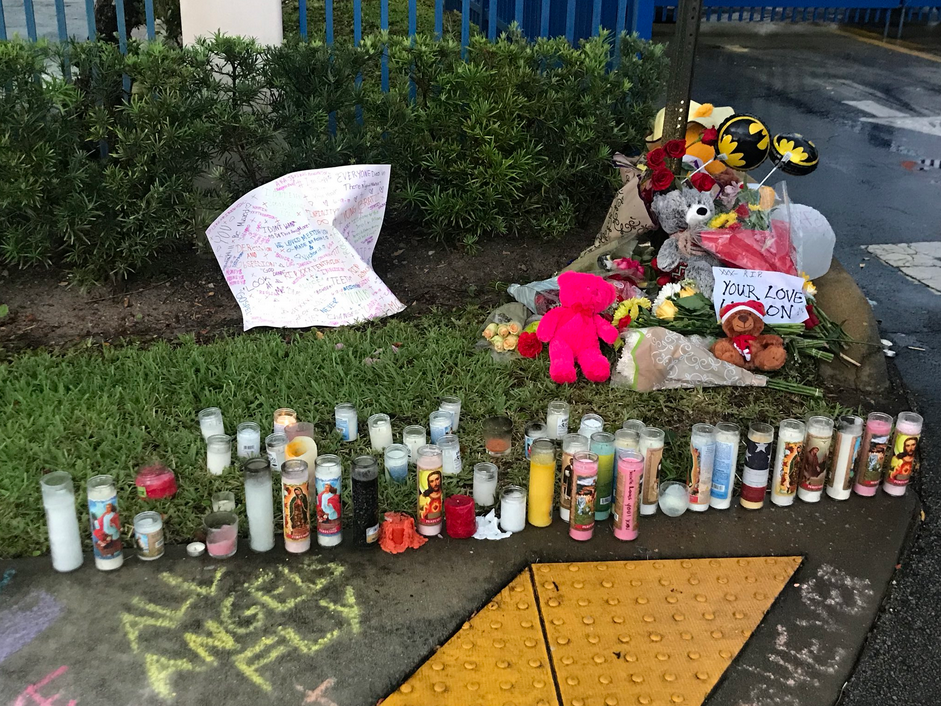
Des hommages de fans près du parking où XXXTentacion a été assassiné (2018).

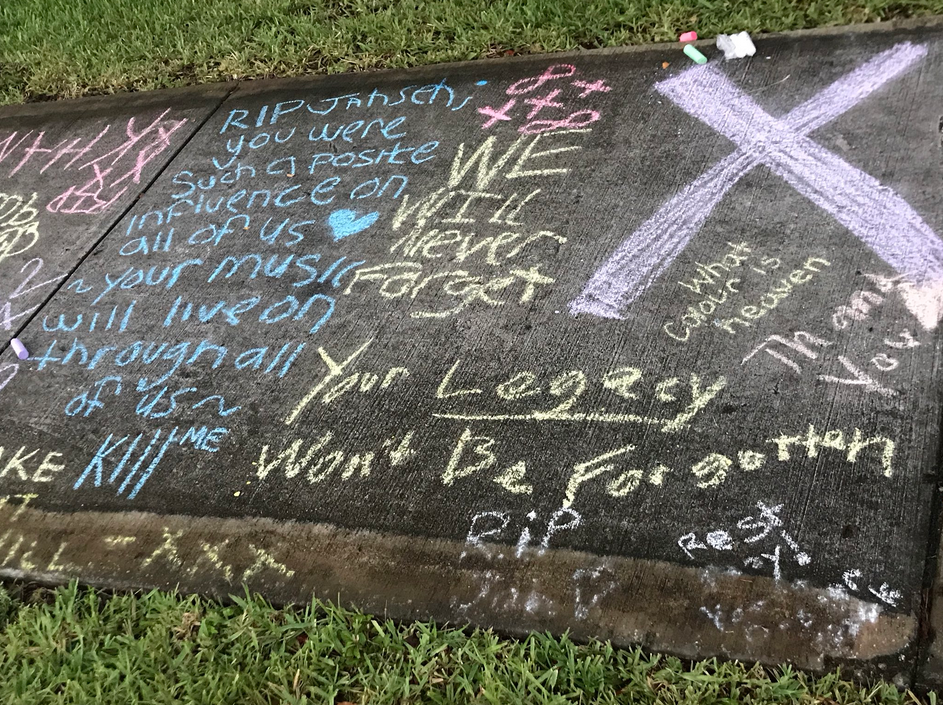
D'autres hommages de fans sur le lieu de l'assassinat de XXXTentacion (2018).

Dans la journée du 18 juin 2018, XXXTentacion se rend dans une succursale de la Bank of America et retire 50 000 dollars en billets de 100 dollars. À 15 h 30, il arrive chez un concessionnaire de motos avec son oncle à Deerfield Beach, au nord de Miami. Deux minutes plus tard, deux hommes (Dedrick Williams et Robert Allen) sortent d'un SUV noir et suivent le rappeur dans le magasin. Ces deux personnes quittent ensuite le concessionnaire pour déplacer leur véhicule vers la porte nord du parking. À 15 h 56, XXXTentacion tente de passer par cette porte avec son automobile (une BMW i8), mais il est bloqué par le véhicule des deux personnes qui sont alors masquées et armées (Michael Boatwright et Trayvon Newsome), le menaçant pour obtenir son sac Louis Vuitton. Une brève altercation s'ensuit, puis Travyon Newsome rentre dans le véhicule de X pour lui voler son sac, visible sur la vidéo de la caméra de surveillance. Après avoir tenté de lutter, XXXTentacion se fait tirer dessus à plusieurs reprises par Michael Boatwright, pendant que Newsome retourne dans le véhicule (SUV) avec le sac. Un appel téléphonique fait savoir à la police que deux assaillants en cagoule ont pris la fuite à bord d'un véhicule, après avoir volé un sac Louis Vuitton dans la voiture du rappeur,. Les pompiers du comté de Broward trouvent XXXTentacion dans un état critique et le transportent d'urgence à l'hôpital Broward Health North (en). Dans l'heure qui suit, à 17 h 30, le Broward County Sheriff's Office confirme sa mort sur son compte Twitter,.
Le lendemain de l’homicide, la police du comté indique que le mobile du meurtre n'est pas déterminé et qu’elle envisage la piste d'un vol ayant mal tourné. Pour faire avancer l'enquête, les autorités annoncent offrir une récompense allant jusqu'à 3 000 dollars pour toute information pouvant mener à l'arrestation des assaillants.

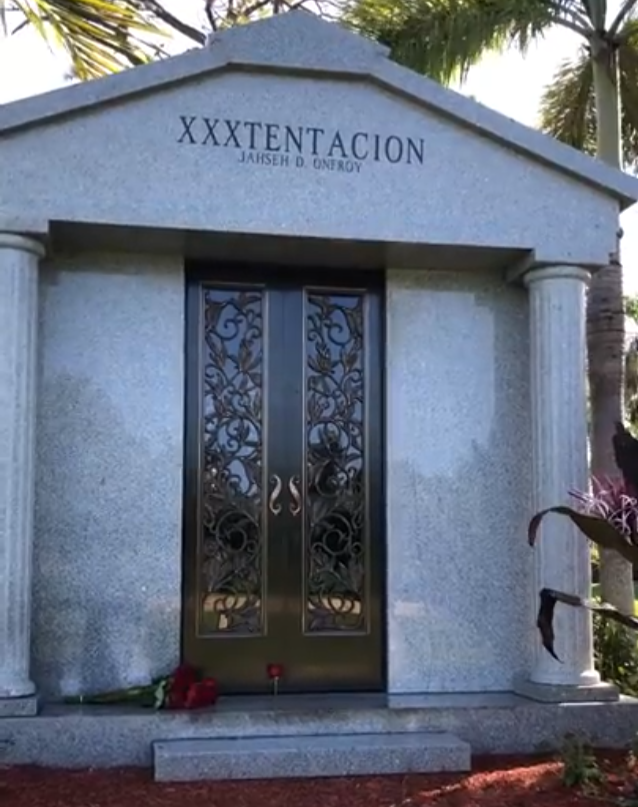
Mausolée de XXXTentacion au Gardens of Boca Raton Memorial Park, à Boca Raton (2018).

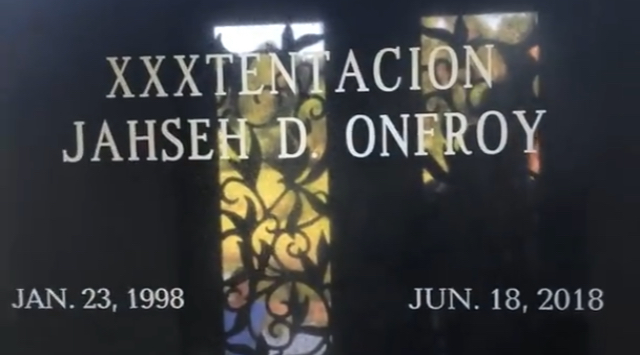
Plaque funéraire de XXXTentacion située dans le mausolée, en Floride (2018).

La police du comté de Broward indique, le 21 juin 2018, avoir arrêté la veille, à Pompano Beach, un suspect de 22 ans nommé Dedrick Williams. Les détectives confirment qu'il est inculpé pour homicide volontaire, vol de véhicule et conduite sans permis, et qu'ils ont identifié deux autres complices présumés,. Celui-ci a été arrêté après un contrôle routier dans la même ville et le vol pourrait constituer une violation des conditions de probation du suspect puisqu'il a déjà été poursuivi pour détention de stupéfiants, d'armes à feu, violences conjugales et attaque à main armée,. Il serait le conducteur du véhicule en fuite selon les autorités, mais il clame son innocence, et compte plaider non coupable selon son avocat.
Le bureau du shérif chargé de l'enquête désigne Robert Allen, 22 ans, comme un nouveau suspect, le 27 juin 2018. Celui-ci apparaît sur la vidéo de surveillance du concessionnaire de motos, peu de temps avant que XXXTentacion se fasse tirer dessus. Il a, par le passé, déjà été accusé de nombreuses fois pour usurpation d'identité.
Au 19 juillet 2018, la police confirme que deux nouvelles personnes sont suspectées : il s’agit de Michael Boatwright, 22 ans, et de Trayvon Newsome, 20 ans,. Au total, les autorités affirment que quatre personnes sont accusées de meurtre au premier degré et de vol à main armée. Seuls Dedrick Williams et Michael Boatwright ont été arrêtés, tandis que les deux autres personnes sont toujours recherchées. Selon les enquêteurs, Trayvon Newsome et Michael Boatwright pourraient être les tireurs qui se sont approchés de la voiture de XXXTentacion et Michael Boatwright l'aurait abattu. Les empreintes de ce dernier ont été trouvées dans la voiture louée par un ami de Dedrick Williams qui a servi pour le vol, écrasée environ trois heures après le meurtre.
Le troisième suspect du groupe, Robert Allen, est arrêté le 25 juillet 2018 dans le comté de Dodge, en Géorgie. Il est détenu sans caution en vertu d'un mandat du comté de Broward. Selon les autorités, la petite amie de Dedrick Williams a soutenu qu'il lui avait dit qu'il était impliqué, mais que selon lui, c'était Michael Boatwright et Trayvon Newsome qui avaient commis le vol et le meurtre. Sa présence près du magasin de motos au moment du meurtre serait confirmée par les données du téléphone de Michael Boatwright.

### Procès des coupables et condamnations
Le 20 mars 2023, Dedrick Williams, Michael Boatwright et Trayvon Newsome sont reconnus coupables d'assassinat et vol à main armé,,,,.
Le 6 avril 2023, les trois coupables sont condamnés à la prison à perpétuité par un tribunal de Fort Lauderdale, en Floride,,,,.
Robert Allen, le quatrième coupable, est condamné à sept ans de prison, avec un crédit pour les cinq années qu'il a déjà passées à la prison du comté de Broward. En 2022, il plaide coupable pour meurtre au second degré et témoigne début 2023 contre les trois autres coupables. Alors que ce dernier aurait pu être condamné à la prison à vie, il sera finalement soumis ensuite à une période de probation de 20 ans,.

### Conséquences
Au lendemain de sa mort, les classements de Spotify indiquent que sa chanson SAD! est écoutée plus de 10,4 millions de fois. Il bat ainsi le record établi en 2017, pour le plus grand nombre d'écoutes d'un artiste en une seule journée, par Taylor Swift, avec 10,1 millions d'écoutes du titre Look What You Made Me Do,. En octobre 2018, le classement établi par le magazine Forbes indique qu’il fait partie des célébrités disparues dont l'œuvre et le patrimoine ont généré le plus de revenus en 2018 (11 millions de dollars).
Des fans et habitants locaux créent rapidement un mémorial improvisé, composé de paroles de l'artiste et de mots de commémoration écrits à la craie d'une centaine de mètres. Le propriétaire de RIVA Motorsports, où XXXTentacion a été tué, organise une veillée le 18 juin 2018. Des centaines de personnes se rassemblent pendant la veillée et les shérifs du comté de Broward sont contraints de fermer la rue. La maison du défunt rappeur à Parkland, en Floride, qui est encore en construction, est également commémorée par les fans. Le jour de la mort de XXXTentacion, l'artiste Billie Eilish, une de ses amies proches, publie la chanson 6.18.18, dont le titre est la date de la mort du rappeur.
En janvier 2019, le rappeur américain Lil Wayne rend hommage à XXXTentacion avec sa chanson Don't Cry. Le même mois, le DJ néerlandais R3hab publie une reprise de BAD!.

## Affaires judiciaires et incidents

### Affaires judiciaires

#### Violences conjugales

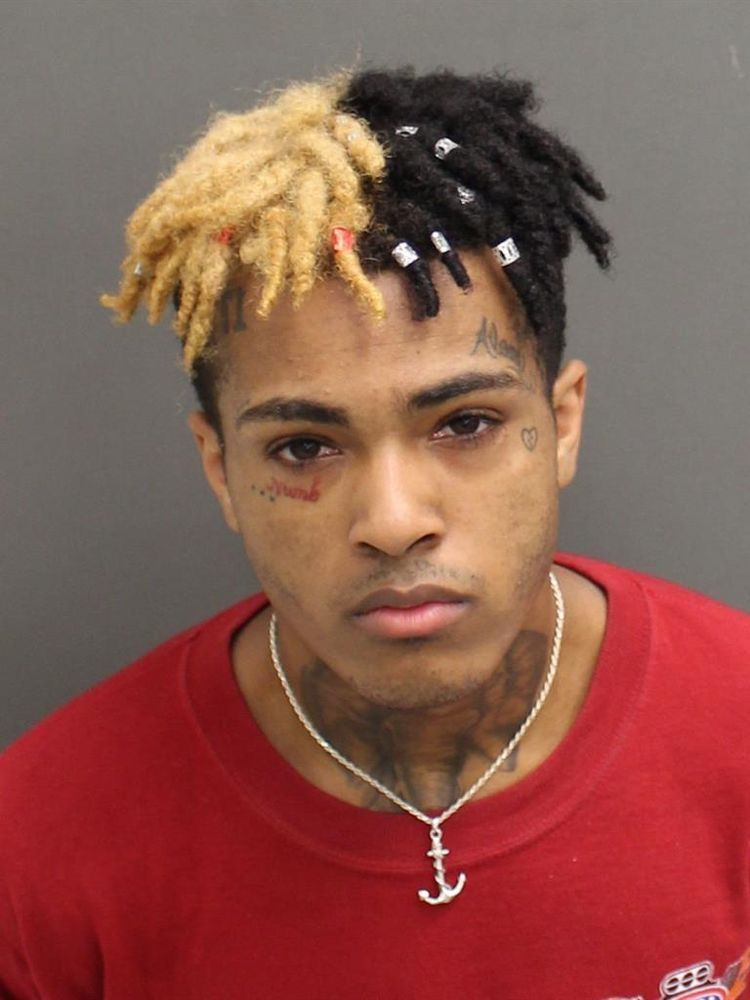
Photographie d'identité judiciaire de XXXTentacion au Orange County Sheriff's Office (2016).

XXXTentacion est condamné à trois reprises pour violences conjugales[réf. à confirmer]. En août 2016, il est incarcéré pour séquestration, subornation de témoin et agression sur sa compagne, enceinte, Geneva Ayala,. Dans son morceau Carry On, il affirme qu'il est « accusé à tort », démentant avoir frappé sa compagne qui, selon lui, n'était pas enceinte et souhaitait lui extorquer de l'argent. En décembre 2017, l'équipe juridique de XXXTentacion soumet aux procureurs du comté de Miami-Dade un document contenant, d’après elle, les volontés de la plaignante pour mettre fin à l'affaire. Néanmoins, les procureurs rapportent douter de la validité de ce document ainsi que de la signature et ne donnent pas de réponse positive à l'équipe juridique. Philip Harte, procureur adjoint, indique que « l'État scinde les charges, créant ainsi deux affaires criminelles distinctes », une pour l'accusation de manipulation de la victime et l'autre pour l'accusation initiale.
En mars 2018, peu de temps après la fin de son assignation à domicile, une vidéo est publiée le montrant en train de frapper une femme. Ces différentes accusations poussent le service de streaming musical Spotify à bannir de leurs catalogues ses productions en mai 2018, à la suite de la mise en place d’une nouvelle politique sur les comportements haineux,,. Trois semaines après, début juin 2018, le service revient sur sa décision en raison de la réaction d’utilisateurs qui jugent que la plateforme outrepasse son rôle.
À la suite de la mort de XXXTentacion, durant une audience en Floride, le juge Richard Hersch décide, le 31 juillet 2018, de clore l'affaire en abandonnant la totalité des charges (coups et blessures graves sur une femme enceinte, coups et blessures domestiques par strangulation, séquestration, subornation de témoin et harcèlement de témoins),,,.
Quatre mois après sa mort et trois mois après l'abandon des charges, le site Pitchfork dévoile un enregistrement privé datant d'octobre 2016 — détenu jusqu'alors par la police de Miami — dans lequel il reconnaît des violences contre son ancienne petite amie, en plus de déclarer avoir poignardé neuf personnes,,. La justice américaine et ses avocats estiment qu'il s'agit d'un aveu de culpabilité.

#### Cambriolages et vols
En juillet 2016, XXXTentacion est arrêté pour cambriolage et agression armée. Il plaide non coupable et se voit libéré sous caution au début du mois suivant. Il est également emprisonné pendant plus d’un an pour possession d'armes à feu, vol, vol à main armée et possession d'oxycodone.
Il est libéré de prison en mars 2017 pour une affaire liée à un vol,. Il est cependant en probation pour six ans et reste sous le coup d’autres chefs d'accusations.
Le 20 octobre 2017, il s'engage à donner plus de 100 000 dollars à des programmes de prévention contre les violences familiales et s'excuse auprès des femmes auxquelles il aurait manqué de respect ou qui auraient pu se sentir blessées à cause de son comportement « insensible ».

### Incidents lors de ses concerts
Le 26 avril 2017, presque un mois après sa sortie de prison, XXXTentacion annonce The Revenge Tour, sa première tournée à travers 26 villes des États-Unis. Le 31 mai 2017, Wifisfuneral, un rappeur affilié à XXXTentacion, se lance dans le public pour effectuer un slam ; toutefois, Wifisfuneral se voit mis à terre et frappé par plusieurs personnes du public. Le 7 juin 2017, un homme monte sur scène et assène un violent coup de poing à XXXTentacion, le laissant inconscient,,. Le 17 juin 2017, il frappe un fan dans le public après que celui-ci lui a touché le torse pendant l'interprétation d'un de ses morceaux.

## Discographie

### Mixtapes collaboratives
- 2017 : Members Only, Vol. 3
- 2019 : Members Only, Vol. 4